# Cipotânea
Cipotânea là một đô thị thuộc bang Minas Gerais, Brasil. Đô thị này có diện tích 153,435 km², dân số năm 2007 là 6539 người, mật độ 41,9 người/km².